# Pierre-Alexis Ponson du Terrail

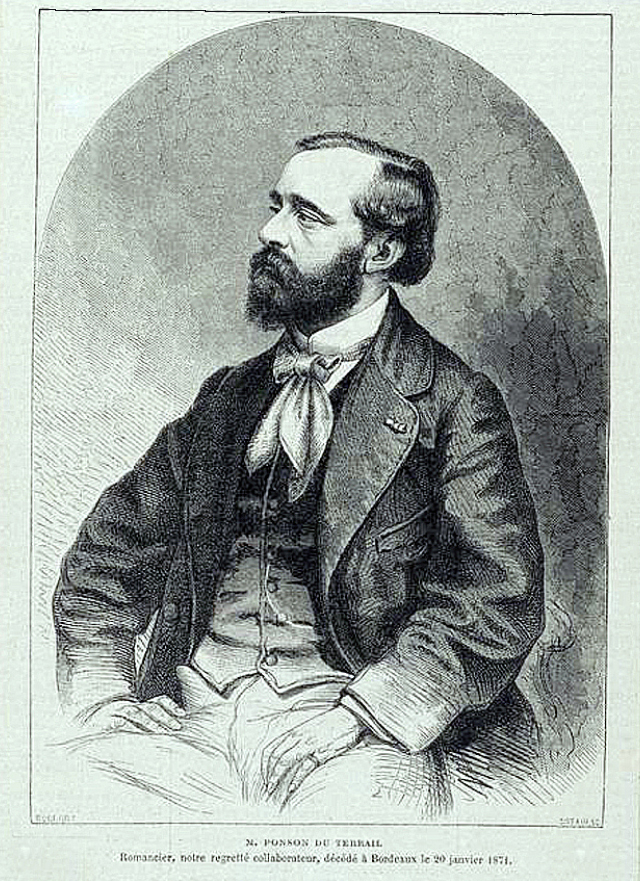
Pierre-Alexis Ponson du Terrail (1871)

Pierre-Alexis Ponson du Terrail (Montmaur, 8 juli 1829 - Bordeaux, 10 januari 1871) was een Frans schrijver.
Hij was de auteur van de eindeloze Exploits de Rocambole en van de Jeunesse du roi Henri du Forgeron de la Cour-Dieu.  Zijn ongebreidelde verbeeldingskracht gaven aan zijn oeuvre vaak onverwachte wendingen en doen zijn middelmatige stijl vergeten.